# Зустріч героїв Чемульпо в Одесі

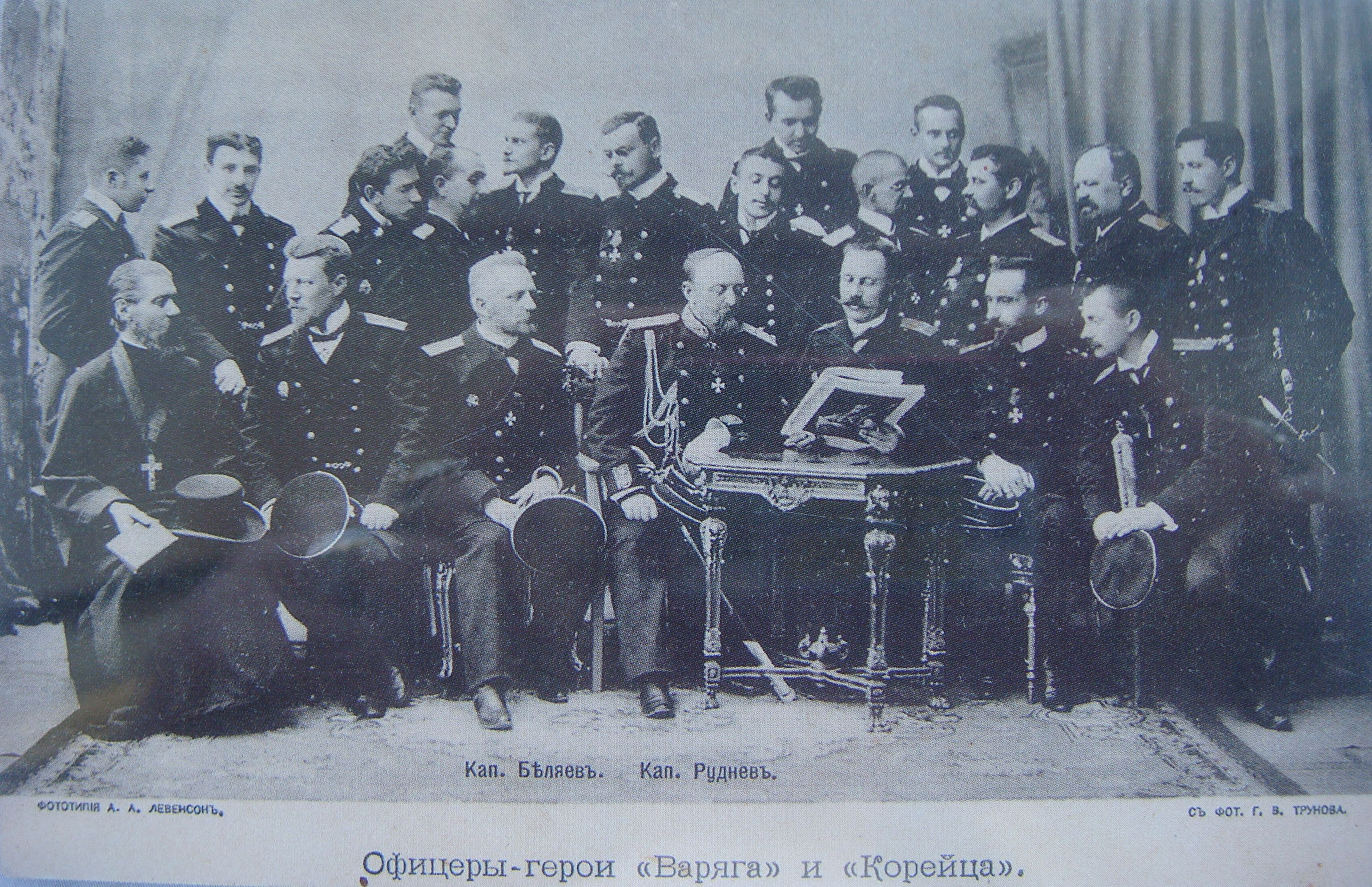
Офіцери «Варяга» і «Корейця»

Зустріч героїв Чемульпо в Одесі — урочиста зустріч екіпажів кораблів «Варяг» і «Кореєць» у місті Одеса в березні — квітні 1904 року.

## Передісторія
У результаті бою крейсера «Варяг» і канонерського човна «Кореєць» з японською ескадрою на виході з порту Чемульпо, що стався 27 січня (9 лютого) 1904 року, обидва російські кораблі були змушені повернутися в акваторію порту і були знищені екіпажами, щоб не дістатися ворогові. Екіпажі російських кораблів перейшли на військові кораблі нейтральних держав, що знаходилися в той момент в порту — британський крейсер HMS «Talbot» (прийняв 214 матросів і 28 офіцерів), французький крейсер «Pascal», італійський крейсер «Elba», американську канонерського човна «Vicksburg». Тоді ж було знищено російське поштове судно «Сунгарі» і його екіпаж також приєднався до інтернованих. 30 січня (12 лютого) 1904 року в Чемульпо прибули чини російської місії в Кореї і козаки її охорони, загальна кількість росіян, прийнятих нейтральними кораблями, досягла 800 чоловік. Японське командування не перешкоджала поверненню екіпажів російських кораблів на батьківщину, поставивши єдину умову — обіцянка не брати участь в подальших військових діях. До 3 (16) лютого 1904 року вдалося узгодити всі формальності і військові кораблі з російськими моряками залишили Чемульпо, вивізши їх в нейтральні порти, де вони змогли пересісти на транспортні судна, що прямували в порти Російської імперії.
У всіх портах, через які слідували судна з екіпажами «Варяга» і «Корейця», їх чекав захоплений прийом. У Константинополі пароплав «Малайя», на якому перебувала перша група моряків, відвідали російський посол, генеральний консул, представники місцевої російської колонії, офіцери і команди канонерського човна «Запорожець» і пароплава «Колхіда». Коли «Малайя» йшла з рейду, команди «Запорожця» і «Колхіди» салютували їй криками «ура». До привітань приєдналися команди французького стаціонера «Вотур» і англійського мінного крейсера «Хузар». Пароплав «Кріме», на якому знаходилися капітан В. Ф. Руднєв і велика частина команди «Варяга», прибув до Константинополя 21 березня (3 квітня) 1904 року. Його чекав на міській пристані генерал-ад'ютант султана, начальник морського корпусу, віцеадмірал Гуссейн Гусніпаша. Російські моряки вислухали особисте привітання, передане султаном, і їм були вручені від нього подарунки. Потім була привітальна промова російського посла, зустріч зі співробітниками російського посольства, представниками російської та сербської колоній, захоплені проводи і крики «ура» з усіх кораблів на рейді.

## Урочиста зустріч

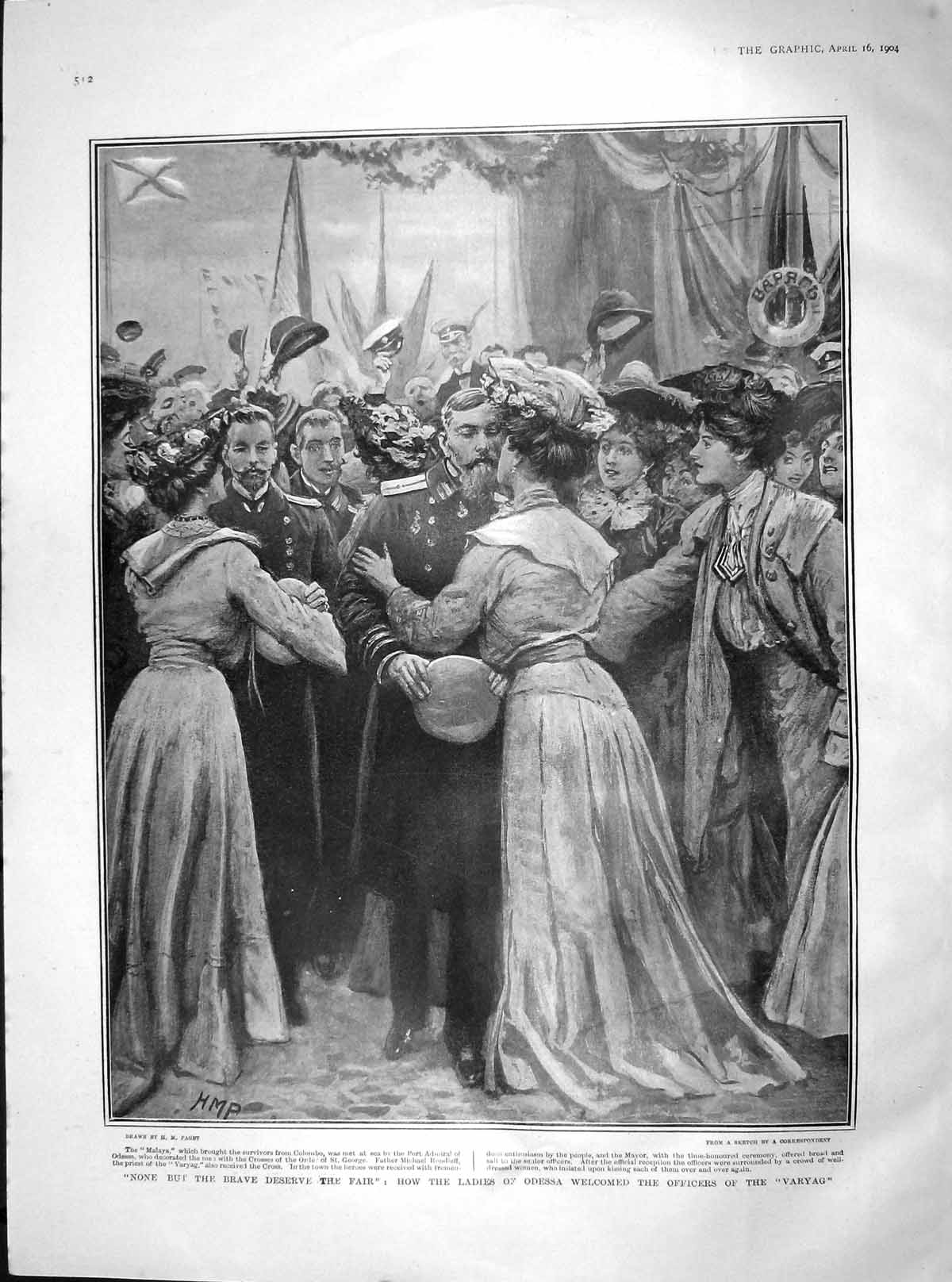
Репродукція з англійської ілюстрованого журналу The Illustrated London News з моментом зустрічі офіцерів «Варяга» одеськими дамами

Коли перший з пароплавів на Одесу з екіпажами російських кораблів — «Малайя» — вийшов з Порт-Саїда, одесити почали готуватися до урочистої зустрічі героїв. На «Малайї» знаходились капітан 2 рангу В. В. Степанов, мічман В. А. Балк, інженери Н. В. Зорін і С. С. Спиридонов, лікар М. Н. Храбростін і 268 матросів. Вранці 19 березня (1 квітня) 1904 року натовпи народу загатили весь простір, що прилягає до порту — Олександрівський парк, Миколаївський бульвар, Гігантські сходи і взагалі всі ті місця в місті, з яких відкривався вид на Одеський порт. Сам порт також був заповнений членами різних офіційних делегацій. Місто було оздоблено національними прапорами і квітами. День був сонячним, але на море були сильні брижі.
Назустріч «Малайї» з Одеси вийшов пароплав РОПіТа «Святий Миколай». Виявивши на горизонті «Малайю» він подав домовлений сигнал що, знаходиться в порту,- підняв прапори розцвічування. Знаряддя фортеці, розташованої в Олександрівському парку, дали вітальний залп. За цією командою всі судна і кораблі в гавані, в тому числі й іноземні, підняли прапори розцвічування. Як тільки «Малайя» наблизилася до порту багатотисячний натовп прокричав гучне «ура!», яке не змовкаючи багаторазово перекочувалось від міста до порту і назад. У морі перебувала ціла флотилія маломірних суден та яхт, які оточили «Малайю» і вели її в порт на зразок почесної варти. Ще на підході до порту на борт «Малайї» піднявся начальник Одеського порту і кілька георгіївських кавалерів. На борту йшла до причалу «Малайї» вони вручили варяжцям георгіївські хрести і медалі.

У 15 ½ годин «Малайя» пришвартувалася до причалу Бакалійної набережної. Команди «Варяга» і «Корейця» зійшли на берег, де вишикувалися в довгі шеренги. Репортери звернули увагу на те, що багато матросів були не в формених безкозирках, а в головних уборах тих кораблів, які дали їм притулок в Чемульпо — «Talbot», «Pascal», «Elba» — багато російських матросів зійшли з кораблів без загублених в бою безкозирок. На причалі першим зустрів моряків настоятель портової церкви протоієрей отець Іона Отаманський. У порту грало кілька оркестрів. Привітальні промови тримали представники міської громадськості і командувач військами Одеського військового округу О. В. Каульбарс. Після цього колона матросів почала марш до центру міста. По всьому шляху їх слідування шпалерами були збудовані війська Одеського гарнізону. Дійшовши до воріт порту колона матросів була затиснута кільцем захоплених одеситів, які в буквальному сенсі підняли матросів на руки і такими манерами перепровадили їх вгору сходами Миколаївського бульвару, через спеціально споруджену тріумфальну арку, всю прикрашену гірляндами живих квітів, з написом, зробленим з квітів же «Героям Чемульпо», до пам'ятника Дюку де Рішельє, де героїв очікували отці міста — архієпископ Херсонський і Одеський високопреосвященний Юстин, вищі ієрархи інших церков, Міський голова П. А. Зеленої, гласные Міської думи, вищі представники всіх відомств і станів. Міський голова підніс старшому офіцеру в даній групі хліб-сіль на срібному блюді, з вигравійованим у центрі гербом Одеси і з написом: «Привіт м. Одеси здивувавшим світ героям “Варяга”. 19 квітня 1904 р.» від пам'ятника Дюку натовп на руках відніс моряків на Біржову площу, де відбулася урочиста молебень, після якої з промовою виступив одеський градоначальник Д. Б. Нейдгардт. Далі колона у супроводі численного натовпу проїхала в Сабанські казарми, де для нижніх чинів був накритий від військового відомства обід. Тут їх знову вітали промовами А. В. Каульбарс, П. А. Зеленой, Д. Б. Нейдгард, який сказав тост:
Від імені Одеси. Від усього того 100-тисячного натовпу, який зустрічав героїв і аплодував їм, від імені всіх установ і відомств за здоров'я героїв Чемульпо, офіцерів і капітана Степанова
Після чого начальники і офіцери «Варяга» і «Корейця» відбули на урочистий обід, накритий на 300 персон в Одеському юнкерському училищі. Обід почався о 6 годині вечора, а закінчився о 9 годині вечора.
До 8 години вечора біля Міського театру почав збиратися величезний натовп народу — у цей час для нижніх чинів російських кораблів міська влада влаштувала збірний спектакль. Офіцери приїхали в театр до антракту, перед показом «Руслана і Людмили», і зайняли відведені для них дві ложі. Оркестр кілька разів виконав «Боже, Царя храни». У фоє театру для нижніх чинів було накрите частування.

На наступний ранок, о 10 годині 20 березня (2 квітня) 1904 року офіцери відбули в Одеський кадетський корпус на зустріч з кадетами. Кадети вітали офіцерів криками "Ура! ". Офіцери оглянули будівлю кадетського корпусу, відкритого лише кількома роками раніше. О 11 годині ранку в приміщенні готелю «Лондонська» відбулася Зустріч моряків з єврейською громадою міста. Морякам був піднесений пам'ятний адрес, на якому було написано: 
Дорогим синам Росії, славним хоробрим морякам, які захистили Царя, Вітчизну, героям «Варяга» і «Корейця», осоромленого ворога — Японію в нерівному бою 26 січня 1904 р.

О 12 годині для офіцерів був накритий урочистий обід від міста в будівлі Міської думи. Одеський голова проголосив тост, в якому сказав: «Ця зустріч загальнонародна, захоплено-серцева з боку всіх національностей, всіх верств суспільства». Д. Б. Нейдгард зачитав текст телеграми, яку він відправив до Санкт-Петербурга: 
…Його Імператорській Величності. Всеподданнейше доношу вашій імператорській Величності, що двохсоттисячний натовп вніс героїв «Варяга» на рідну землю і щаслива, що державною волею Вашої Одеса пережила таку патріотичну подія. Народ радіє під звуки народного гімну.— Градоначальник Нейдгардт
Нижнім чинам обід від міста був накритий в Сабанських казармах о 1 годині пополудні. У цей момент були роздані гроші, пожертвувані одеситами морякам. О 3 годині дня матроси і офіцери пройшли в порт, де їх чекав пароплав «Святий Миколай», на якому вони відбули в Севастополь. По дорозі в порт колони супроводжував натовп одеситів, шпалерами були збудовані війська по всьому шляху проходження. Уже в море пароплав «Святий Миколай» проводжали численні катери та інші маломірні плавзасоби одеситів. Не обійшлося і без пригод. До відходу «Святого Миколая» на борту бракувало шістьох матросів. Через 10 хвилин після відходу пароплава в порт примчав один з них, весь навантажений вузлами з подарунками, якими забезпечили його одеські родичі. Решта матросів запізнилися до відходу за схожих причин.
24 березня (6 квітня) 1904 року на французькому пароплаві «Кріме» до Одеси прибула остання (третя) група варяжців. Серед них були капітан 1 рангу В. Ф. Руднєв, лейтенанти С. В. Зарубаєв і П. Г. Степанов, лікар М. Л. Банщиков, фельдшер з броненосця «Полтава», 217 матросів з «Варяга», 157 — з «Корейця», 55 — з «Севастополя», 30 козаків Забайкальської козачої дивізії, які охороняли російську місію в Сеулі. Одесити зустрічали їх також урочисто і сердечно.

## Галерея
|  |  |  |  |  |  |  |